# Robert Taber
Robert Taber (né le 31 octobre 1885 à Long Branch, dans le New Jersey et mort à New York le 16 novembre 1957) est un acteur américain.

## Biographie
Robert Taber fut l'époux de l'actrice Anna Q. Nilsson.

## Filmographie
- 1911 : Vanity Fair
- 1911 : Daddy's Boy and Mammy
- 1911 : The Freshet
- 1912 : When Father Had His Way
- 1912 : Father Beauclaire
- 1912 : The Deceivers
- 1912 : Kaintuck
- 1912 : The Black Wall
- 1914 : Lena Rivers
- 1914 : Should a Woman Divorce?
- 1918 : Heart of the Sunset
- 1919 : The Masked Rider
- 1919 : The Unbroken Promise
- 1919 : The Glorious Lady
- 1920 : Circumstantial Evidence
- 1920 : The Unseen Witness
- 1920 : The Scrap of Paper